# Don Perlimplin
Don Perlimplin ovvero il Trionfo dell'amore e dell'immaginazione (français : Don Prelimplin ou le Triomphe de l'amour et de l'imagination) est un opéra radiophonique de Bruno Maderna sur un texte de Federico García Lorca traduit en italien par Vittorio Bodini. Composé en 1961, il est créé à la RAI le 12 août 1962 à Milan.
Cet opéra radiophonique reprend l’intégralité de la pièce de Lorca Amor de Don Perlimplín con Belisa en su jardín (Les Amours de Dom Perlimplin avec Bélise en son jardin). Le sous-titre original, aleluya erótica (traduit en français par estampe érotique par André Belamich), est ici traduit en ballata amorosa. Il mélange divers procédé d’expressions pour les personnages : Bélise, l’épouse de Don Perlimplin, est chantée par un soprano, tandis que trois personnages sont “récités” (la gouvernante Marcolfa, les deux lutins), et les répliques de Don Perlimplin ne sont pas dites mais exprimées à la flûte traversière — il est d’usage, dans les livrets, d’imprimer ses répliques entre parenthèses.

## Voix et instrumentation

### Personnages
- Don Perlimplin : flûte traversière.
- Marcolfa, gouvernante : récitante.
- Bélise : soprano.
- La belle-mère, mère de Bélise : quatuor de saxophones.
- Deux lutins (duendes) : récitants.

### Orchestre
- flûte (en plus de Don Perlimplin), hautbois, quatre clarinettes, quatre saxophones, basson, cor, trois trombones, trois trompettes, vibraphone, harpe, mandoline, percussion, marimba, guitare électrique, piano, deux violons, alto, violoncelle, contrebasse.

## Discographie
- Ensemble Divertimento, dir. Sandro Gorli, avec Lorenzo Missaglia (flûte, Don Perlimplin), Anna Nogara (récitante), Alda Caiello (Bélise), Carlo Cecchi (récitant). Stradivarius, 1996.
- Contempoartensemble, dir. Mauro Ceccanti, avec Roberto Fabbriciani (flûte, Don Perlimplin), Marion D’Amburgo (Marcolfa), Sonia Bergamasco (Bélise), Marcello Bartoli (récitant), Valentina Banci (récitante), Filippo Todorov (récitant). Avec la Serenata per un Satellite. Arts Music, 2005.